# Lijst van voetbalinterlands Australië - Thailand
Deze lijst van voetbalinterlands is een overzicht van alle officiële voetbalwedstrijden tussen de nationale teams van Australië en Thailand. De landen hebben tot op heden zeven keer tegen elkaar gespeeld. De eerste ontmoeting vond plaats op 10 oktober 1982 tijdens een vriendschappelijke toernooi in Singapore. Het laatste duel, een kwalificatiewedstrijd voor het Wereldkampioenschap voetbal 2018, werd gespeeld in Melbourne op 15 november 2016.

## Wedstrijden
| № | Plaats    | Datum            | Competitie           | Wedstrijd            | Uitslag |
| - | --------- | ---------------- | -------------------- | -------------------- | ------- |
| 1 | Singapore | 10 oktober 1982  | Vriendschappelijk    | Thailand − Australië | 0 − 4   |
| 2 | Singapore | 10 december 1983 | Vriendschappelijk    | Thailand − Australië | 0 − 2   |
| 3 | Bangkok   | 16 juli 2007     | Azië Cup 2007        | Thailand − Australië | 0 − 4   |
| 4 | Brisbane  | 2 september 2011 | WK 2014 kwalificatie | Australië − Thailand | 2 − 1   |
| 5 | Bangkok   | 15 november 2011 | WK 2014 kwalificatie | Thailand − Australië | 0 − 1   |
| 6 | Bangkok   | 15 november 2016 | WK 2018 kwalificatie | Thailand − Australië | 2 − 2   |
| 7 | Melbourne | 5 september 2017 | WK 2018 kwalificatie | Australië − Thailand | 2 − 1   |

## Samenvatting
| Competitie        | Totaal gespeeld | Winst Australië | Gelijk | Winst Thailand | Doelsaldo Australië – Thailand |
| ----------------- | --------------- | --------------- | ------ | -------------- | ------------------------------ |
| WK-kwalificatie   | 4               | 3               | 1      | 0              | 7 − 4                          |
| Azië Cup          | 1               | 1               | 0      | 0              | 4 − 0                          |
| Vriendschappelijk | 2               | 2               | 0      | 0              | 6 − 0                          |
| Totaal            | 7               | 6               | 1      | 0              | 17 − 4                         |

Wedstrijden bepaald door strafschoppen worden, in lijn met de FIFA, als een gelijkspel gerekend.

## Details

### Zesde ontmoeting
| WK 2018 kwalificatie (Bangkok, Thailand, 15 november 2016): |       |                                                |
| Thailand                                                    | 2 – 2 | Australië                                      |
| Teerasil Dangda 20' Teerasil Dangda 57' (pen.)              | goals | 9' (pen.) Mile Jedinak 65' (pen.) Mile Jedinak |